# Триединый русский народ
Триеди́ный русский народ (в историографии также: общерусский народ, единый народ Руси, большой русский народ и др.) — концепция, основанная на представлении о русском народе как совокупности жителей исторической Руси — великороссов, малороссов и белорусов, считающихся ветвями одного народа.
Будучи сформулированной главным образом малороссийским духовенством до и после вхождения в состав Русского государства в течение XVII и начала XVIII веков, концепция триединого русского народа обладала официальным статусом в Российской империи. Местными выражениями самоидентификации, основанной на принадлежности к единому русскому народу, были малороссийская идентичность (с галицко-русским движением на территории Австро-Венгрии) и западнорусизм.
Вытеснение концепции русского триединства в пользу положения о существовании трёх отдельных народов связывают с развитием украинского и белорусского национальных движений и советской национальной политикой, на смену которой после распада СССР пришли интересы построения наций в независимых государствах. 
В современности, по данным социологических опросов, поддержку представления о русских, украинцах и белорусах как трёх ветвях одного народа декларирует большинство опрашиваемых в Беларуси и России, в то время как среди жителей Украины декларируемая поддержка концепции «триединого народа» крайне низка.

## Древнерусская народность, сохранение и эволюция общерусского сознания до XVII века
Согласно концепции, поддерживаемой рядом[уточнить] историков, лингвистов и археологов (см. список), в Древнерусском государстве из отдельных восточнославянских племён сложилась единая древнерусская народность. К её признакам относят общность литературного и разговорного древнерусского языка (при сохранении местных диалектов), общность территории, определённую экономическую общность, единство духовной и материальной культуры, общую религию, одинаковые традиции, обычаи и право, военное устройство, общую борьбу против внешних врагов, а также наличие сознания единства Руси. Представление о совокупности всех восточных славян как особом едином народе («языке») впервые чётко выражено на страницах «Повести временных лет» в начале XII века. К середине XII века в источниках отмечается полное исчезновение старых племенных названий в пользу принадлежности одной народности — «Руси» на фоне шедшего одновременно процесса феодального дробления Руси и трудностей интеграции на обширных просторах. Дифференциация встречается в источниках лишь на региональном уровне — «новгородцы», «псковичи», «полочане», «черниговцы» — и не выражает этнического самосознания.
Ощущение жителями Руси своего единства сохранялось долгое время в наступивших условиях политической раздробленности, в том числе после монгольского нашествия. Об этом свидетельствует духовная и книжная культура как восточных, так и западных её частей. Русские летописные своды и хронографы начиная уже с XIII века последовательно отстаивали идею церковного, исторического, династического единства Руси, в том числе необходимость её политического объединения, и не признавали исторических и моральных прав иноземных держав на русские земли. О сохранении представления об общности Руси красноречиво свидетельствует присущий православным летописям «Список русских городов дальних и ближних», датируемый концом XIV—началом XV века.
Вхождение частей восточного славянства в состав Великого княжества Литовского и Польского королевства, с одной стороны, и формирующегося Русского государства, с другой стороны, привело к нарастающим различиям в социально-политическом строе и создало предпосылки для формирования нескольких восточнославянских народностей. Этот процесс, начавшийся во второй половине XIV века, растянулся на несколько веков. Вплоть до позднего XVI века многочисленные источники, в том числе западные, признавали русских под властью польско-литовских и московских монархов единым народом, однако подчёркивали их различные политические установки. Признание жителей Западной и Московской Руси единым народом делалось польской элитой зачастую даже вопреки собственным политическим интересам, которые заключались в отрицании притязаний московских правителей на все земли Древней Руси. Те, в свою очередь, именуясь государями всея Руси, не переставали требовать возвращения земель вплоть до Перемышля, называя их насильно отторгнутой вотчиной Рюриковичей со времён Владимира Крестителя и его сына Ярослава. С московской стороны, объединение всех восточнославянских земель вокруг Москвы и восстановление Древнерусского государства было неизменным лейтмотивом в ходе многовековых русско-литовских и русско-польских войн, появившимся как минимум со времени правления Ивана III и возникновения централизованного Русского государства.
В Речи Посполитой представления о «русских» и «московитах» как о двух разных народах впервые начинают прослеживаться в памятниках полемической литературы, возникших после заключения Брестской унии 1596 года. По словам историка Бориса Флори, поскольку это явление прослеживается в том числе и у православных авторов Речи Посполитой, это свидетельствует не только о политических мотивах дифференциации со стороны желающих расколоть православное сообщество, но и о действительном накоплении некой критической массы ощущаемых различий между восточнославянскими жителями обоих государств. О важных изменениях этнического самосознания восточных славян, идущих в этом направлении, говорит и появление в текстах конца XVI — первой половины XVII века таких словосочетаний, как «Малая Россия» и «Великая Россия». При укоренившемся осознании собственной особости, тем не менее сохраняется представление о принадлежности к единому целому и тесной связи, встречающееся даже у видных униатских деятелей, таких как Иосиф Рутский.
В Российском царстве, начиная с первой половины XVII века, входит в употребление термин «белорусцы», которым первоначально называли всех восточных славян Речи Посполитой и который может свидетельствовать о том, что в России также постепенно начинали осознавать некие отличия между собой и восточнославянским населением соседней державы. Впоследствии, понятие Белой Руси и белорусцев в русском словоупотреблении сузилось до восточнославянских земель, относящихся к Великому княжеству Литовскому. Восточных славян на землях польской Короны, впоследствии ставших частью Гетманщины, называли черкасами (единственное число — черкашенин).
Несмотря на идущий процесс осознания отличий, борьба с Брестской унией привела к распространению среди православного населения Речи Посполитой образа православного царя-заступника и идей политического единения с Российским государством. В историческом сочинении «Палинодия» архимандрита Киево-Печерского монастыря Захарии Копыстенского в 1621 году «великороссове и малороссове», будучи хоть и близкородственными, тем не менее уже разделёнными общностями, принадлежали к единому «Росскому поколению». Концепция единого «российского народа», состоящего из великороссов и малороссов (русин, не перешедших в «ляшскую веру»), фигурировала в церковных и политических текстах православных иерархов, лидеров православных братств и даже представителей запорожского казачества, став со временем основой малороссийской идентичности. Именно подобное представление сделало возможной Переяславскую раду, постепенный отход казацкой элиты от восприятия Речи Посполитой как своего отечества и политическое объединение Гетманщины с Российским царством.

## Концепция большой русской нации

### Появление
Появление представлений о триединстве русского народа в Российском государстве связывается с присоединением территорий Гетманщины во второй половине XVII века. Уже в 1655 году Алексей Михайлович начал именоваться «самодержцем всея Великой, Малой и Белой России». В составленном некоторое время спустя Киевском синопсисе, авторство которого приписывают архимандриту Киево-Печерской лавры Иннокентию Гизелю, были изложены тезисы о исконном единстве «славенороссийского народа», называемого также «православнороссийским». Они оказали большое влияние на дальнейшее развитие гуманитарных наук в Российской империи. Подавляющее большинство историков XVIII—XIX веков считали малороссов и великороссов представителями «единого русского народа». В начале XVIII века под влиянием выходца из Киева архиепископа Феофана Прокоповича на основе этих идей среди малороссов происходило постепенное переключение объекта первостепенной идентификации на Россию в целом, тогда как Малороссия продолжала восприниматься как локальная родина.

### Характеристика
В эпоху Российской империи значение слова «русский» существенно отличалось от его современного употребления. Оно охватывало всех восточных славян — потомков исторической Руси. В составе империи русские противопоставлялись «инородцам», к которым не относили малорусов и белорусов. На личном уровне представители малороссов и белорусов никогда не испытывали дискриминации по этническому признаку, хотя попытки выработки идентичности, отдельной от общерусской, как правило, встречали сопротивление и трактовались как стремление расколоть русскую нацию. В этом, положение малороссов и белорусов в корне отличалось от ситуации «инородческих» меньшинств, отличие которых от русских, наоборот, легко признавалось и могло быть причиной дискриминации на личном уровне. Если сепаратистские движения среди меньшинств (например, поляков или финнов) воспринимались как возможная угроза территориальной целостности империи, то украинское и белорусское национальные движения, возникшие на протяжении второй половины XIX века, воспринимались прежде всего как угроза единству государственной нации. Против такого развития событий выступали не только большинство великороссов, но и многочисленные интеллектуалы-малороссы (носители малороссийской идентичности), а также белорусские интеллектуалы, являвшиеся сторонниками идей западнорусизма.
Андрей Марчуков пишет, что триединый русский народ составлял этнический центр Российской империи и находился на высшей ступени её этнической иерархии. При этом Марчуков полагает, что эту иерархию уместнее представлять не в виде лестницы, а в виде сферических кругов, расходящихся от триединого русского народа как культурно-этнического ядра. Как правило, в среде дореволюционных историков для обозначения трёх составных частей общерусского народа применялся термин «ветка», «ветвь», иногда — «племя».
Согласно Аксакову, триединая русская нация, включавшая великоруссов, малоруссов и белоруссов, должна была сформироваться на основе конфессионального принципа — православной веры.

### Рецепция среди историков
Историк Василий Ключевский предполагал, что в удельный период произошёл «разрыв народности». Он писал, что русский народ, зародившийся в эпоху Киевской Руси, после её распада «разорвался пополам». Таким образом, по мнению историка, зародившийся в древнерусскую эпоху «русский» народ к современному для Ключевского периоду породил три «ветки» «общерусского» народа. Историк Николай Костомаров также разделял парадигму «единой русской народности» и признавал существование в «удельно-вечевую эпоху» единого русского народа как большого этнического целого, причём внутри него он выделял не три, а шесть народностей: южнорусскую, белорусскую, сиверскую, псковскую, новгородскую и великорусскую. При этом Костомаров допускал наличие внутреннего этнографического своеобразия отдельных частей такого народа.
Хотя национальные движения играли маргинальную роль до Февральской революции, американский историк Фэйт Хиллис считает, что российские императоры, бюрократы и интеллектуалы оказались не в состоянии прийти к консенсусу относительно того, как империя должна реагировать на национальные вызовы, с которыми она столкнулась, и не могли ни предоставить этнонациональным соображениям ведущую роль в имперском управлении, ни вести империю к гражданской нации, не подрывая основы всей автократической системы. Эта неудача ослабила внутреннюю стабильность империи.
По мнению историка Алексея Миллера, основной причиной неудачи проекта большой русской нации было то, что задача консолидации именно большой русской нации, как задача принципиально отличная по способам её решения от проблемы сохранения империи, так и не стала приоритетной в глазах властей.

## Упразднение большевиками и альтернативные концепции
Политика большевиков придерживалась лозунгов интернационализма в противовес «великорусскому шовинизму» Белого движения, выступавшего за «единую и неделимую Россию». С оглядкой на усилившиеся в ходе распада Империи национальные движения, советское руководство охотно признало за украинцами и белорусами статус отдельных народов, пытаясь заручиться максимальной поддержкой местного населения в Гражданской войне и войне с Польшей. С началом политики украинизации и белорусизации, ставшими специфическими составляющими общей для всего СССР политики коренизации, «старорежимные» взгляды на национальные вопросы оказались вне закона. Категория «русские» приобрела узкоэтнический смысл, в ходе первой всесоюзной переписи населения переписчикам были даны указания записывать русскими только великороссов, а малороссов записывать только украинцами. При этом большевики использовали УССР и БССР как «выставочные павильоны» национальной политики, стремясь таким образом проецировать своё влияние на восточнославянское население в Польше.
Также на раннем этапе своего становления Советское государство положительно относилось к историкам, продвигавшим учение об обособленности этногенезов восточнославянских народов и разнонаправленности их развития. Одним из ярких примеров такого подхода является Михаил Грушевский, который был приглашён в СССР для внесения теоретических основ в проводившуюся тогда на практике украинизацию и получил статус действительного члена АН СССР.
Однако, начиная со второй половины 1930-х гг., по наблюдениям исследователей, в советской исторической науке происходило определённое возрождение концепции дореволюционной российской истории, с уравниванием понятий «русского» и «восточнославянского» народа, признанием права на его существование с периода Древнерусского государства и более древних времён. Параллельно с этим формировалось понятие «древнерусской народности». Его важным отличием от предыдущей концепции было то, что под древнерусским (или русским) народом (или народностью) понималась самостоятельная этническая общность — общий предок будущих восточнославянских народов, а не начальный (или один из промежуточных) этап развития «триединого русского народа».
Явные следы дореволюционной концепции триединства русского народа прослеживаются современными исследователями во взглядах русского и советского историка академика АН СССР Николая Державина. В 1944 году он издал монографию «Происхождение русского народа — великорусского, украинского, белорусского». В целом вопрос этногенеза восточных славян в среде ведущих советских историков довоенного периода рассматривался как вопрос этногенеза «великого русского народа».
В послевоенный период в СССР сформировалась идеологически более соответствующая задачам советского государства концепция единого советского народа как сообщества граждан советского государства. В 1961 году, выступая на XXII съезде КПСС, Никита Хрущёв провозгласил: «В СССР сложилась новая историческая общность людей различных национальностей, имеющих общие характерные черты — советский народ». Постановлением XXIV съезда КПСС от 1971 года советский народ был провозглашён результатом прочного социально-политического и идейного единства всех классов и слоёв, наций и народностей, заселяющих территорию СССР. Их общим языком — языком советского народа — был признан русский язык, что являлось выражением «той роли, которую играет русский народ в братской семье народов СССР».

## В настоящее время

### На государственном уровне
С распадом СССР и образованием из его основного ядра независимых государств Российской Федерации, Украины и Беларуси концепции единого русского либо советского народа утратили идеологическую основу и государствообразующую значимость.
В XXI веке, по мнению российского историка Андрея Зубова, представление советских времён о близких, но отдельных русских и украинцах стало вытесняться в государственной риторике царистским представлением о «общерусском народе», о том, что украинцы — одна из трёх ветвей русских. Путин выступает за концепцию «триединого народа», отрицающую существование украинцев как отдельного народа, вместо этого определяя малороссов как часть большей всерусской народности.
По мнению политолога Тараса Кузьо, Путин ностальгирует по временам, когда существовали «малороссы». Путин провозгласил, что идея украинцев как отдельного от русских народа возникла в результате вмешательства «польских элит» и «Австро-Венгрии», и обвинил НАТО и «западных авторов анти-России» в осуществлении этого отделения. Путин считает, что концепция трёх отдельных восточнославянских народов стала распространена только в советское время, и обвинил Ленина в распространении национальных идей среди населения СССР.
С 2022 года в ходе вторжения в Украину концепция «единства русских и украинцев» активно пропагандируется российскими оккупационными властями на захваченных Россией территориях Украины. Историк Александр Максуэлл задаётся вопросом, верил ли Путин в собственную «пропаганду» о триедином народе, и запланировал ли он вторжение 2022 года на Украину, основываясь на предположении, что украинцы поддерживают, что они — часть триединого народа, и будут встречать российские войска как освободителей и братьев. Если действительно верил, то это, по мнению Максуэлла, объясняет, почему Путин и его военное командование не ожидали того сопротивления, которое украинцы оказали вторгшимся войскам. Как бы ни была концепция о «триедином народе» распространена в среде русского национализма в прошлом, ход вторжения РФ в Украину показал, что эти представления более не являются актуальными. Когда Путин в начале марта 2022 года объявил, что «я никогда не откажусь от своего убеждения, что русские и украинцы — один народ», он, возможно, надеялся передать свою убежденность другим. Вместо этого, его высказывания создают для Максуэлла впечатление, что Путин потерял ощущение современных политических реалий. В это же время, с точки зрения Максуэлла, насилие и разрушения повернули против России многих жителей Украины, в том числе и тех, кто перед войной называли себя русскими, или предпочитали общаться на русском.
25 декабря 2022 года Путин открыто признал, что цель России — «в объединении русского народа».

### В общественном дискурсе
В наши дни концепция триединого русского народа в различных формах присутствует в политической и публицистической среде России, Украины и Беларуси. В среде Русской православной церкви, а также в сообществе Русского мира часто говорится о «воссоединении» триединого русского народа, которое рассматривается как основная задача XXI века. При этом концепция триединства признаётся категорией прошедшего века, требующей поиска новых идентичностей для нового объединительного импульса.
О том, что русские, украинцы и белорусы являются по сути одним народом, неоднократно публично говорил Владимир Путин. В июле 2021 года вышла статья Путина «Об историческом единстве русских и украинцев», в которой он подробно изложил своё видение данного вопроса.
Александр Лукашенко также не раз заявлял, что белорусы и русские являются одним народом.

### Данные социологии

#### Россия
По данным Левада-центра, в 2005 году 81 % опрошенных россиян утвердительно ответили на вопрос, являются ли белорусы, русские и украинцы «тремя ветвями одного народа».
По данным опроса Левада-центра, проведённого 7—10 марта 2014 года, 56 % опрошенных россиян считали украинцев и русских одним народом, 38 % — двумя разными народами.

#### Украина
По данным социологов из Research and Branding Group, в 2009 году 52 % украинцев соглашались с утверждением, что украинцы и русские — ветви одного народа. Согласились с утверждением о «единстве» большинство респондентов из юго-восточных регионов, не согласились — большинство опрошенных из западных и центральных регионов.
По данным опроса проведённого 23—25 июля 2021 году Социологической группой «Рейтинг», в Украине большинство опрошенных (55 %) не согласились с заявлением, что «русские и украинцы — один народ, который относится к одному историческому и духовному пространству», 41 % — с этим согласны. На Востоке, а также среди прихожан УПЦ МП с таким мнением согласны более 60 %. Среди жителей Западного региона, наоборот, более 70 % не согласны с этим. Более 80 % избирателей Оппозиционной платформы, партии Наши и партии Шария соглашаются с тезисом про «один народ». Жители центральной Украины также скорее не считают себя единой нацией с россиянами — там против утверждения о единстве выступили 60 % опрошенных, а согласились с ним 36 %.
Опрос о заявлениях в недавней статье Путина был проведён с 29 июля по 4 августа 2021 года Центром Разумкова. Он выявил, что с утверждением Путина о том, что «никакой исторической основы для представлений об отдельном от русского украинском народе не было и не могло быть, а выделение украинцев и белорусов как отдельных народов было результатом советской национальной политики» были не согласны 70,4 % респондентов (на Западе — 90,4 %, в Центре — 74,0 %, на Юге — 58,8 %, на Востоке — 52,4 %; среди украиноязычных — 80,6 %, среди русскоязычных — 55,4 %; среди этнических украинцев — 72,5 %, среди этнических русских — 49,0 %), согласны — 12,5 % (на Западе — 0,4 %, в Центре — 11,7 %, на Юге — 18,8 %, на Востоке — 21,8 %; среди украиноязычных — 7,2 %, среди русскоязычных — 20,8 %; среди этнических украинцев — 10,9 %, среди этнических русских — 30,2 %).
По данным опроса, проведённого Социологической группой «Рейтинг» в апреле 2022 года, абсолютное большинство (91 %) опрошенных не поддержали тезис, что «русские и украинцы — это один народ». Тех, кто имел такое мнение, оказалось лишь 8 % (в августе 2021 таких было — 41 %, в марте 2022 — 21 %). Поддержка такой идеи была зафиксирована среди 23 % жителей востока и 13 % старших опрошенных. Зато в других макрорегионах и возрастных группах поддержка такого тезиса почти отсутствовала.
По данным опроса, проведённого SOCIS 9—14 июня 2022 года в Одесской области Украины, 28,8 % респондентов считали украинцев и русских частью единого славянского народа, в то время как 60,7 % так не считали.

#### Беларусь
Согласно опросу, проведённому в 2015 году вильнюсским Независимым институтом социально-политических и экономических исследований (НИСЭПИ), ровно две трети белорусов по-прежнему считают, что белорусы, русские и украинцы — это три ветви одного народа, причём 27,1 % респондентов считают их разными народами.
Согласно опросу, проведённому в декабре 2023 года, 41 % белорусов считали, что «белорусы являются отдельной нацией с собственной историей и культурой», в то время как 55 % — что «белорусы, русские и украинцы являются частью триединой славянской нации».